# Avra for Laura
Avra for Laura er en film instrueret af Lars Johansson efter manuskript af Morten Bo.

## Handling
Otte små fortællinger for de mindste børn om den spøjse Lauras brug af bøger på alle mulige måder – sammen med vennen Lasse, der er mere besindig. Laura har hovedet fyldt med skøre tanker, der banker på indefra... De otte fortællinger findes på samme videobånd – de kan vises enkeltvis eller i ét stræk. Overskrifterne er: »Hvem får Kongedatteren?«, »En kedelig gave«, »Må man save i bøger?«, »Bøger i bussen«, »Sorte pandekager«, »Vil I se teater?«, »Har der været tyve?« og »Gevinst hver gang«. Fotografen Morten Bos still-billeder danner udgangspunkt for fortællingerne.